# Westair Aviation
Westair Aviation Limited – namibijski dostawca usług lotniczych i linia lotnicza oferująca regularne przewozy pasażerskie pod marką FlyNamibia, a także usługi cargo oraz ACMI (wynajem samolotów wraz z załogą, obsługą techniczną i ubezpieczeniem). Siedziba firmy znajduje się na lotnisku Windhuk-Eros.

## Historia
W 1967 roku Westair Aviation rozpoczęła działalność jako zakład obsługi technicznej samolotów, a następnie przekształciła się w firmę zajmującą się przewozami pasażerskimi i towarowymi. Linia lotnicza stała się dostawcą usług czarterowych oraz przewozów na zamówienie w Namibii, oferując również długoterminowy leasing samolotów i usługi serwisowe. Obsługuje zarówno regularne, jak i nieregularne loty cargo, a od ponad 20 lat świadczy dedykowane usługi przewozowe dla DHL.
W czerwcu 2005 roku lokalna namibijska firma inwestycyjna Stimulus Investment Limited nabyła 29% udziałów zwykłych w Westair Aviation, podczas gdy zarząd linii lotniczej zachował 71% udziałów. W 2014 roku Stimulus sprzedała swoje udziały z powrotem zarządowi Westair i od tego czasu nie jest już jej udziałowcem.
W listopadzie 2015 roku Westair Aviation zakupiła od Polskich Linii Lotniczych LOT samolot Embraer ERJ-145. Ten 50-miejscowy odrzutowiec o nazwie „Tatekulu” był pierwszym dodatkiem do wyspecjalizowanej floty linii lotniczej.
Na kwiecień 2018 roku linia lotnicza planowała rozszerzenie swojej siatki połączeń pasażerskich do pięciu regularnych tras i sześciu lotnisk w dwóch krajach Afryki Południowej. W czerwcu 2019 roku Westair Aviation uzyskała status wyznaczonego przewoźnika od Namibijskiej Komisji Transportu. Regularne loty krajowe rozpoczęły się 24 czerwca 2019 roku z bazy na lotnisku Eros pod nową marką FlyWestair. 2 listopada 2021 roku FlyWestair przekształciła się w FlyNamibia.
We wrześniu 2019 roku linia lotnicza ogłosiła plany uruchomienia pierwszego międzynarodowego połączenia z lotniska Eros do Kapsztadu. We wrześniu 2022 roku południowoafrykańska linia lotnicza Airlink, z siedzibą w Johannesburgu, nabyła 40% udziałów w FlyNamibia. Po upadku narodowego przewoźnika Air Namibia w 2021 roku, FlyNamibia planuje ekspansję do Ghany, Malawi, Demokratycznej Republiki Konga i Kenii. W sierpniu 2023 roku ogłoszono umowę franczyzową między Airlink a FlyNamibia, na mocy której od 28 sierpnia 2023 roku wszystkie regularne loty FlyNamibia obsługiwane przez Embraery odbywają się pod kodem 4Z Airlink.
W 2020 roku Westair zainwestowała w senegalskie linie lotnicze Arc en Ciel Airlines.
W marcu 2023 roku Westair Aviation utworzyła joint venture z francuską grupą Avico, przejmując kontrolne udziały we włoskim operatorze śmigłowców Weststar NDD, który następnie został przemianowany na Westair Helicopters. Firma obsługuje 14 śmigłowców Leonardo AW189, AW139 i AW169.
We wrześniu 2023 roku FlyNamibia dołączyła do Międzynarodowego Zrzeszenia Przewoźników Powietrznych (IATA).

## Trasy
Od 2021 jako Westair Aviation:
- Port lotniczy Windhuk - Port lotniczy Maun
- Port lotniczy Windhuk - Port lotniczy Walvis Bay
- Port lotniczy Windhuk - Port lotniczy Kapsztad
- Port lotniczy Windhuk - Port lotniczy Victoria Falls

Od 2022 jako FlyNamibia obsługuje loty krajowe:
- Port lotniczy Windhuk-Eros - Port lotniczy Katima Mulilo
- Port lotniczy Windhuk-Eros - Port lotniczy Lüderitz
- Port lotniczy Windhuk-Eros - Port lotniczy Ondangwa
- Port lotniczy Windhuk-Eros - Port lotniczy Rundu

## Flota
Obecna flota Westair Aviation składa się z ponad 30 samolotów. Flota ta jest dostosowana do różnych operacji, takich jak transport towarów, rotacja załóg dla przemysłu wydobywczego oraz oferowanie czarterów VIP dla rządu Namibii.
Flota Westair Aviation obejmuje samoloty Embraer, Beechcraft i Cessna, przy czym największym z nich jest Embraer ERJ-145.
Trasy FlyNamibia Safari są obsługiwane przez Reims-Cessna F406 Caravan II.